# Casa Corliss-Carrington
La Casa Corliss-Carrington es una casa Monumento Histórico Nacional en 66 Williams Street en el vecindario de College Hill de la ciudad Providence, la capital del estado de Rhode Island (Estados Unidos). Construido en 1812, es significativo como un ejemplo de alta calidad y bien conservado de un petit hôtel de estilo adamesco-federal.

## Descripción
La casa es una gran estructura de ladrillo de tres pisos, adornada con piedra rojiza. La fachada frontal tiene cinco tramos de ancho, con esquinas recortadas con cruces de piedra rojiza. Los vanos de las ventanas también están revestidos con cruces y rematados por piedra rojiza de arco plano con claves. Los tres tramos centrales de la fachada frontal están protegidos por un porche de dos pisos, sostenido en el primer piso por columnas corintias estriadas de hierro fundido y en el segundo por columnas jónicas estriadas de madera. La entrada principal está flanqueada por ventanas laterales y rematada por un tragaluz elíptico.
El interior sigue un plan federal típico, con un amplio pasillo central flanqueado por dos habitaciones a cada lado. Un arco con un luneto emplomado separa el área de entrada inmediata de la escalera de caracol que da acceso al segundo piso. El salón a la derecha de la entrada es la mejor cámara, decorado con papel tapiz original de estilo chino y elaborada boiserie, que se dice que es el diseño de John Holden Greene. Las repisas de las chimeneas en esta y otras habitaciones del primer piso son todos reemplazos de estilo neogriego.

## Historia
La casa fue construida entre 1810 1811 por John Corliss, un destacado hombre de negocios de Providence, y originalmente tenía dos pisos de altura. En 1812 fue comprado por Edward Carrington, quien añadió el tercer piso y el porche delantero. La casa permaneció en manos de la familia Carrington hasta 1936, cuando fue donada a la Escuela de Diseño de Rhode Island. La escuela lo vendió a propietarios privados en 1961 y no está abierto al público.
Fue declarado Monumento Histórico Nacional e incluido en el Registro Nacional de Lugares Históricos en 1970.
El 17 de diciembre de 2019, el empresario de Rhode Island y excandidato a alcalde, Lorne Adrian, anunció la compra de la casa para usarla como sede de su programa "Global Fellows in Courage".

## Galería

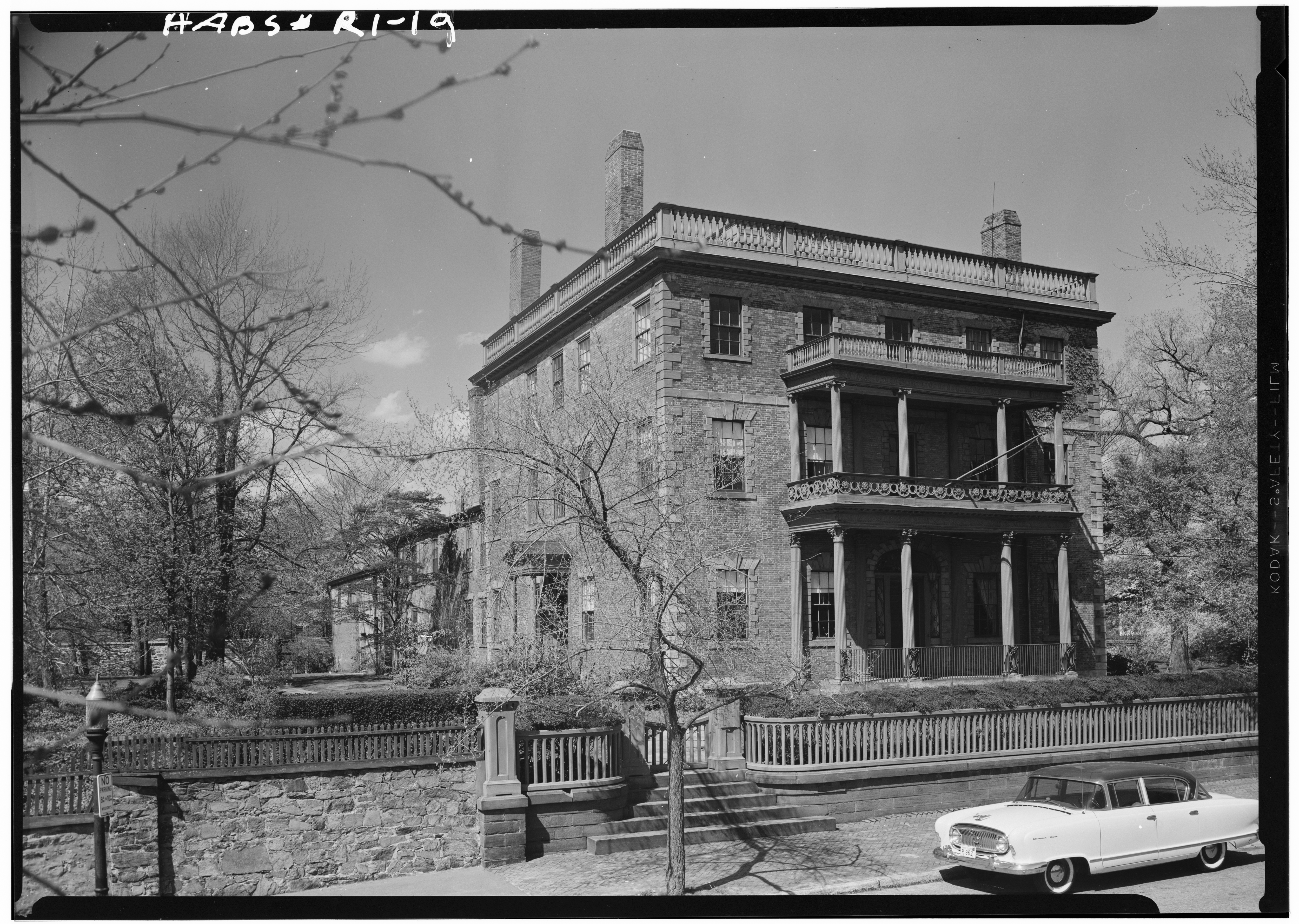
Alzados sur y oeste, 1958
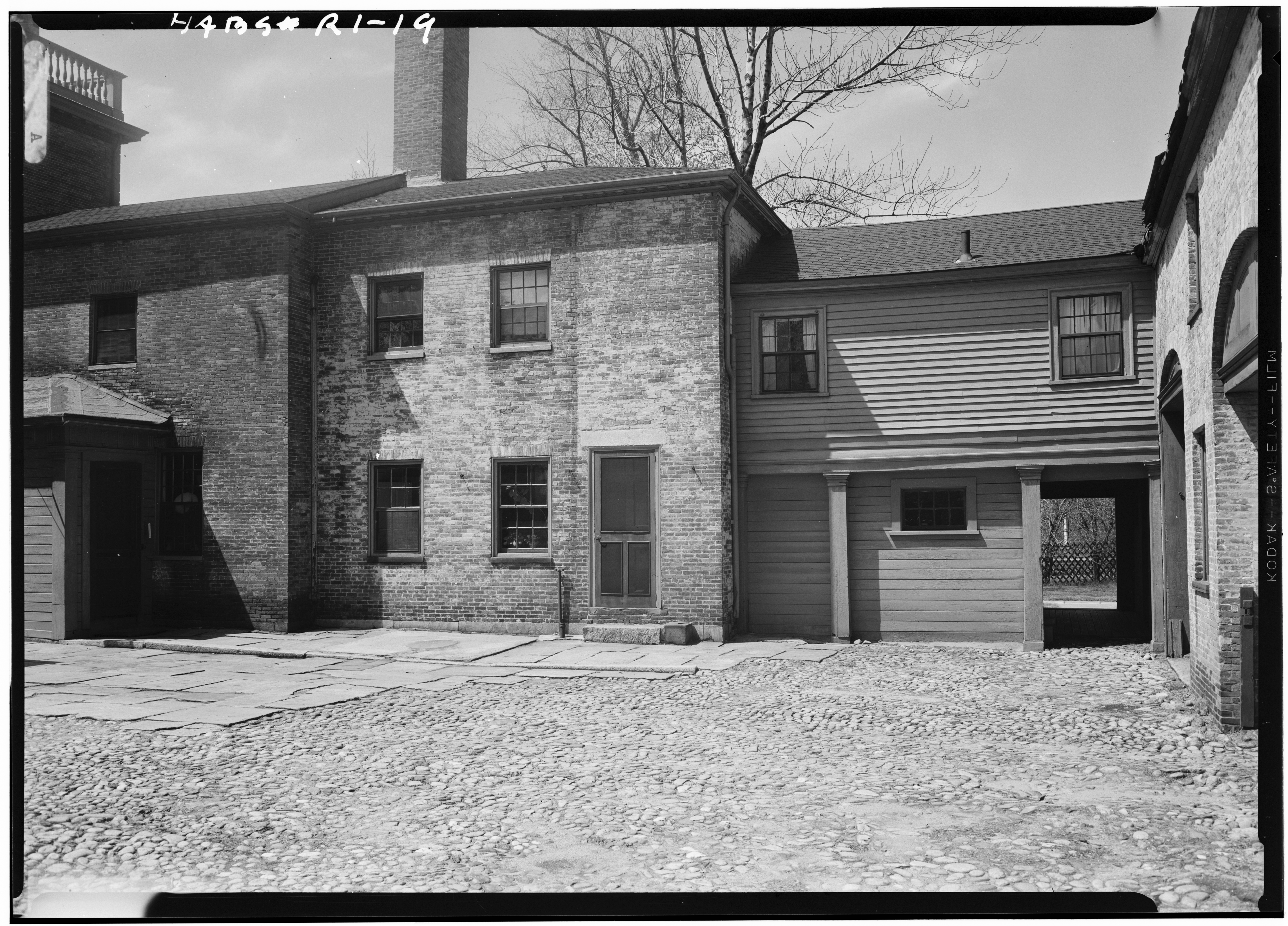
Patio trasero que muestra el alerón trasero de la casa, 1958
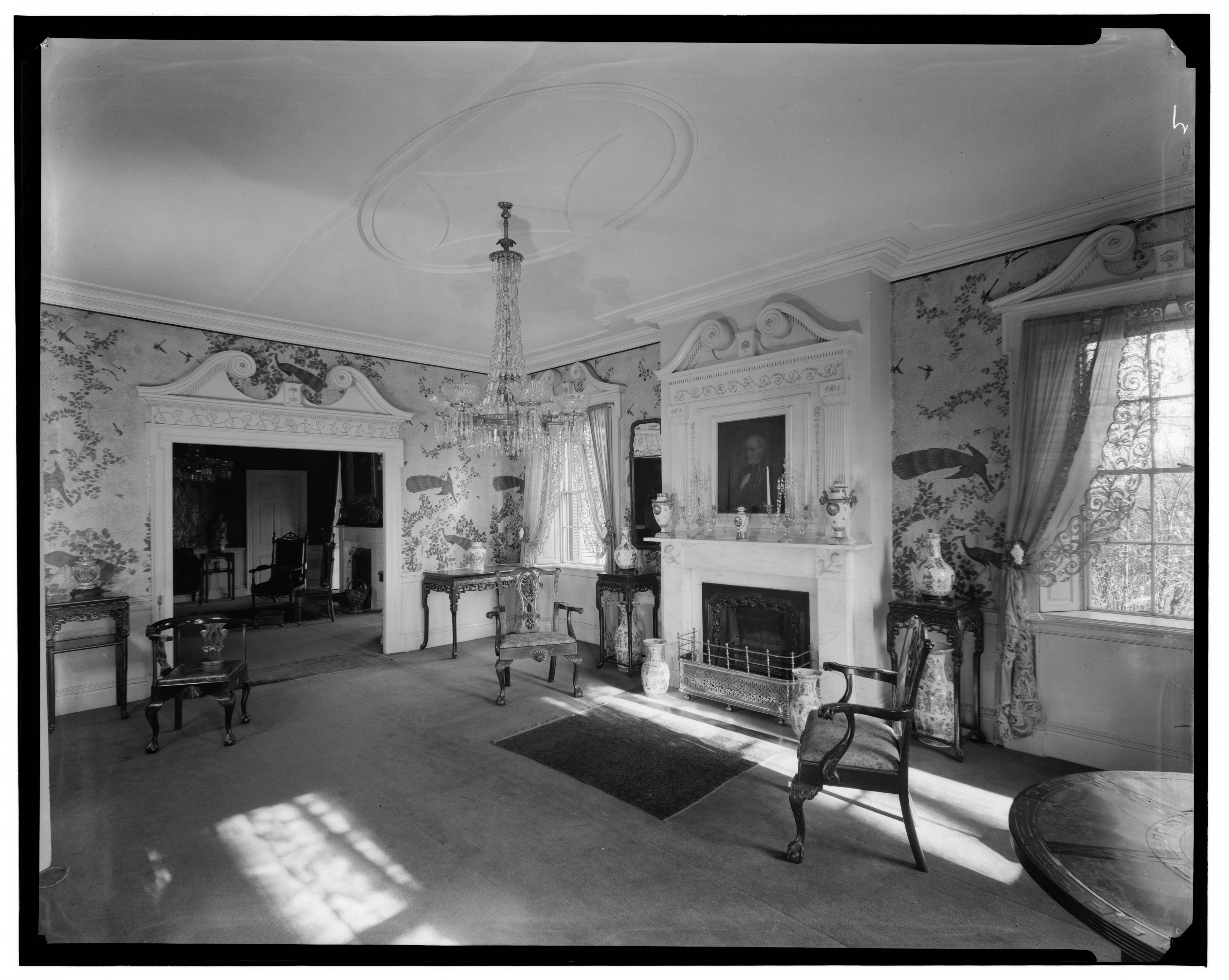
salón sur

- Datos: Q5170915
- Multimedia: Corliss-Carrington House / Q5170915